# Marie Hager

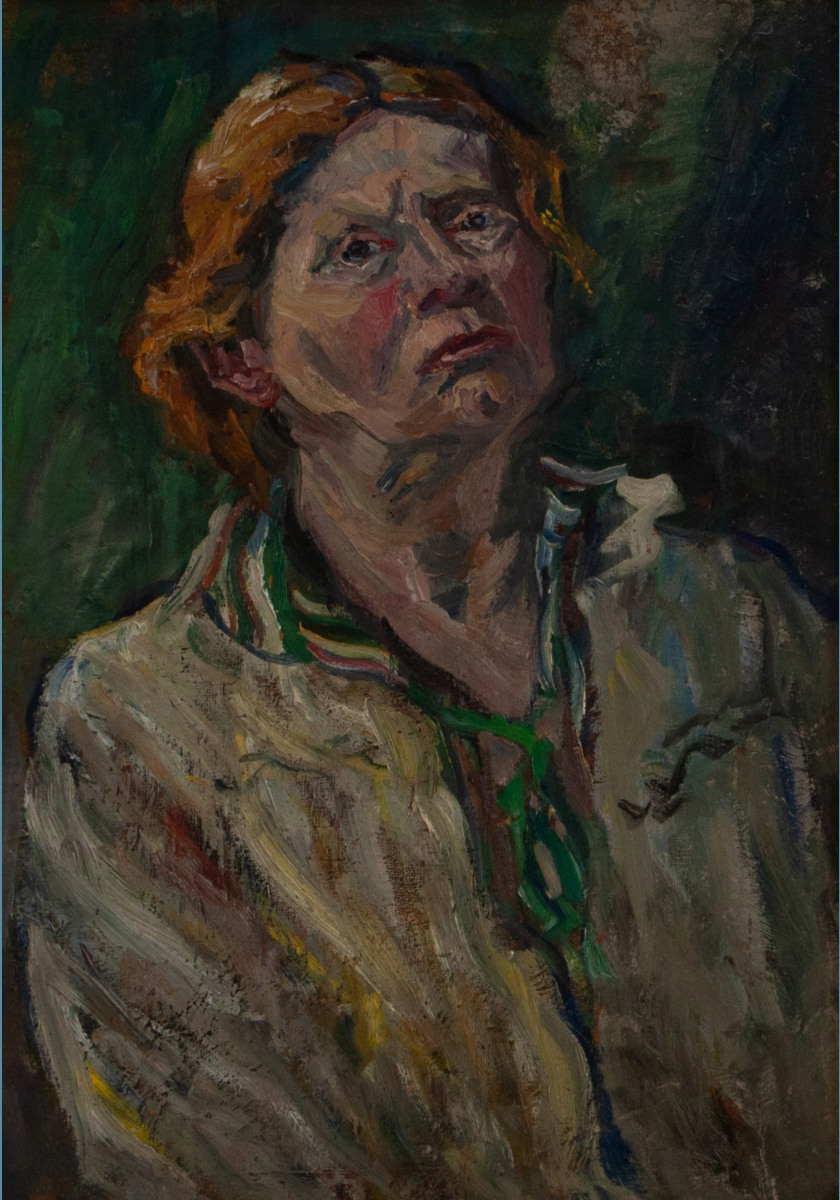
Marie Hager con alrededor de 60 años, autorretrato de alrededor de 1930

Marie Hager (* 20 de marzo de 1872 en Penzlin; † 25 de abril de 1947 en Burg Stargard) fue una pintora paisajista alemana.

## Trayectoria
Marie Hager era hija del pastor de Penzliner, Adolf Hager (1838-1923). En 1894 la familia se trasladó a Dargun, donde el padre trabajaba como presbítero. Maria Hager asistió a la escuela pública y a una escuela privada. También estudió canto en Hamburgo y Berlín, pero lo abandonó. Se cambió a la pintura y en 1904 se convirtió en alumna del alumno del famoso Eugen Bracht, Max Uth. Posteriormente también fue instruida por el propio Eugen Bracht, y por Hans Licht y Ernst Kolbe.
En 1910 pudo participar en una exposición en Hannover y en 1911 en Berlín. Hasta 1941 pudo participar regularmente en importantes exposiciones de arte, incluso en Múnich, Hamburgo y París. Durante sus viajes, tomó fotografías de puertos y pueblos, lo que la hizo particularmente conocida. Dargun y su hogar adoptivo, Burg Stargard, también fueron motivos frecuentes para sus obras. Allí hizo construir una casa en 1921, donde vivió hasta el final de su vida.
Hasta donde se sabe, la obra de Marie Hager comprende unas 320 pinturas de gran calidad técnica y formal. La mayoría de estas son de propiedad privada y algunas se pueden encontrar en los museos. Sus cuadros, realizados en su mayoría al aire libre y caracterizados por el colorido, el trazo seguro y la pincelada amplia y firme, se pueden adscribir al Impresionismo tardío.
Marie Hager legó su propiedad a su sobrina Wiltrud Kratz, quien en 1991 entregó la casa y la propiedad de la artista, así como muebles y cuadros, a la ciudad de Burg Stargard, que acordó montar una exposición permanente en la Marie-Hager-Haus. El Marie Hager Kunstverein Burg Stargard está dedicado a recordar la obra de Hager y preservar sus obras de arte.  En 1997, se llevó a cabo una exposición sobre la obra de Marie Hager en el Museo Estatal de Schwerin, que fue ampliamente investigada científicamente.

## Galería

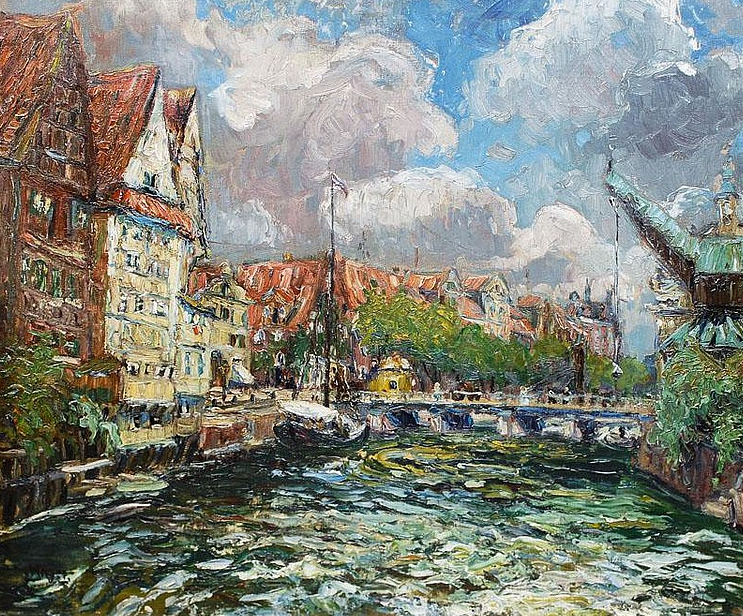
Am Lüneburger Stintmarkt - by Marie Hager
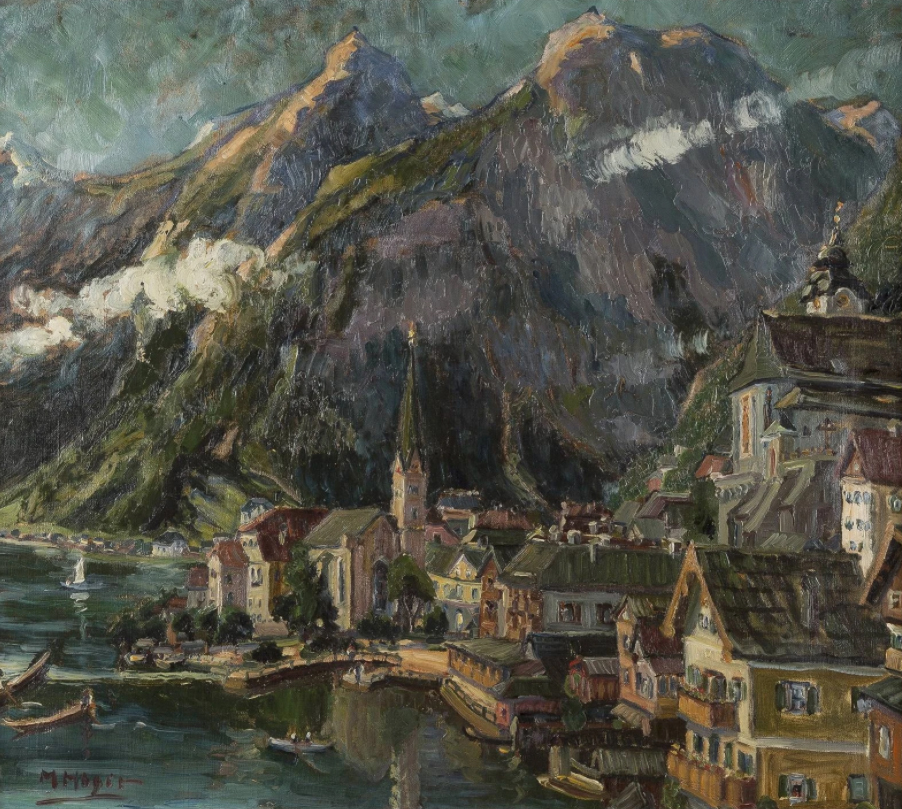
Marie Hager - Hallstätter See
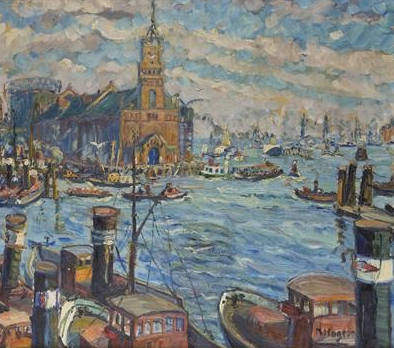
Marie Hager - Hafen in Hamburg
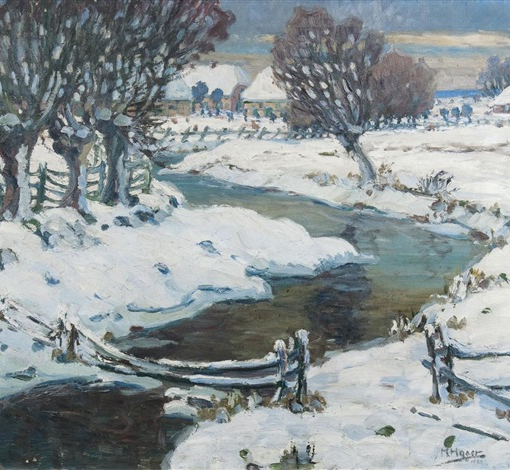
Marie Hager - Creek in Winter, 1922
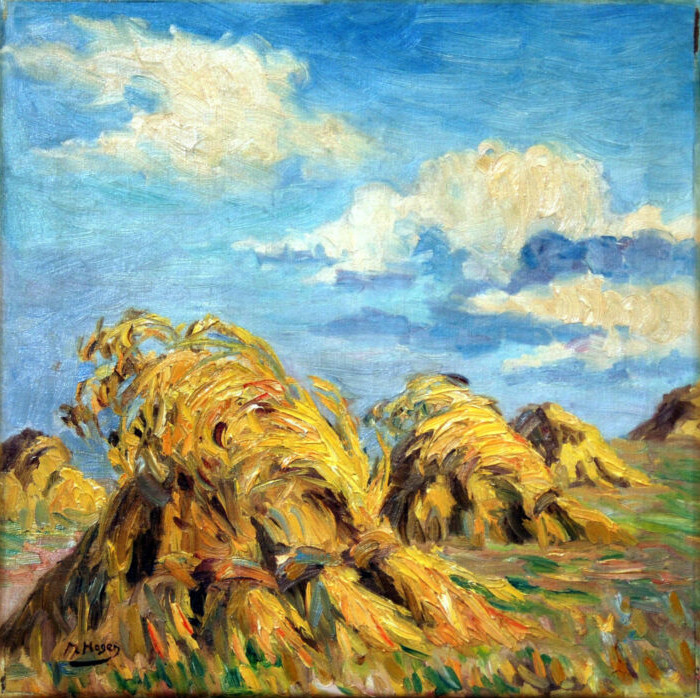
Strohhaufen - by Marie Hager
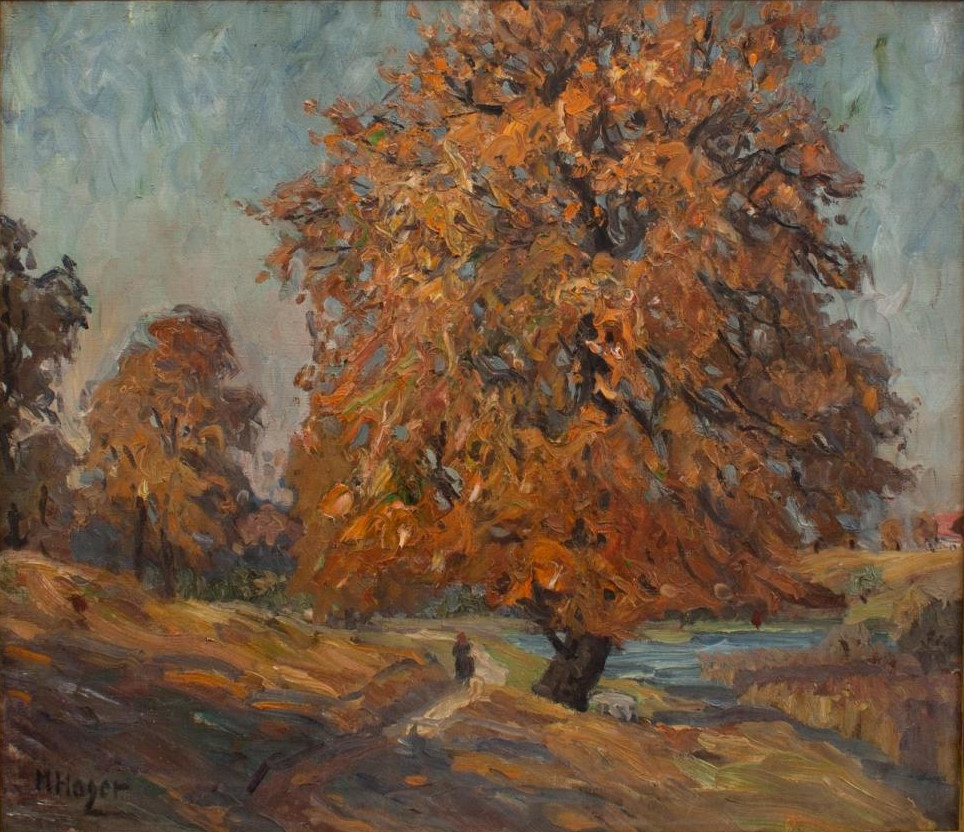
Herbstlandschaft - by Marie Hager
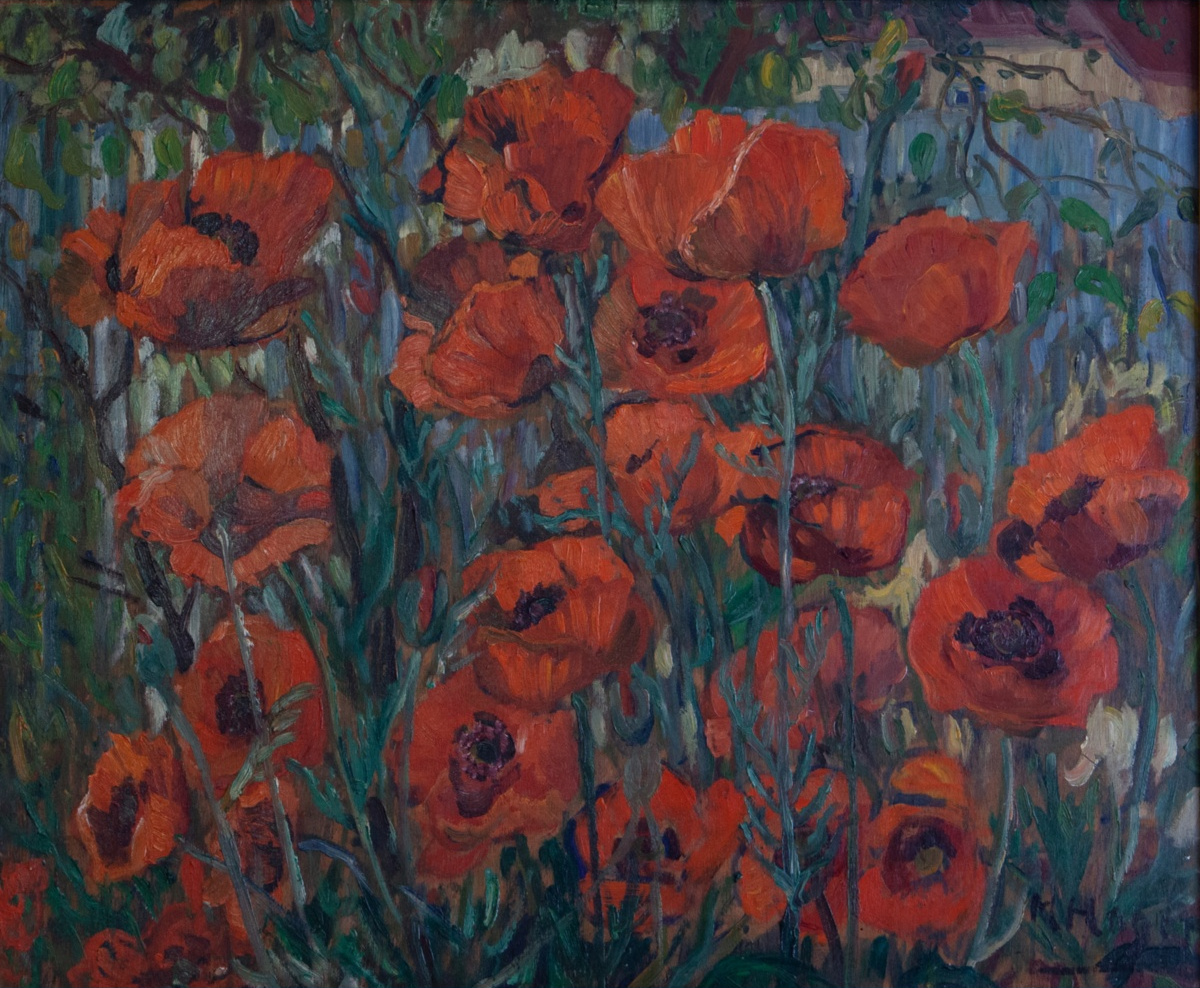
Mohn - by Marie Hager.
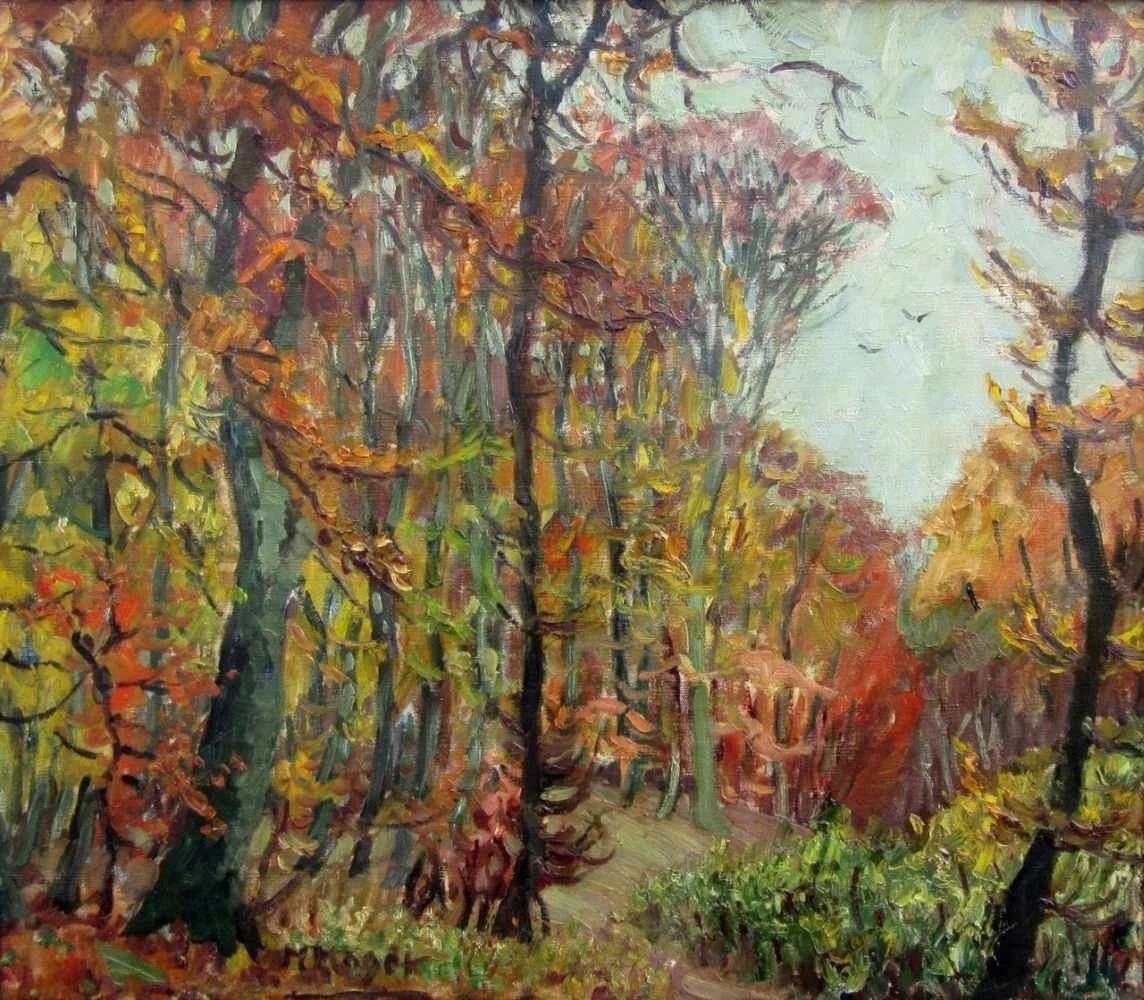
Herbst - by Marie Hager
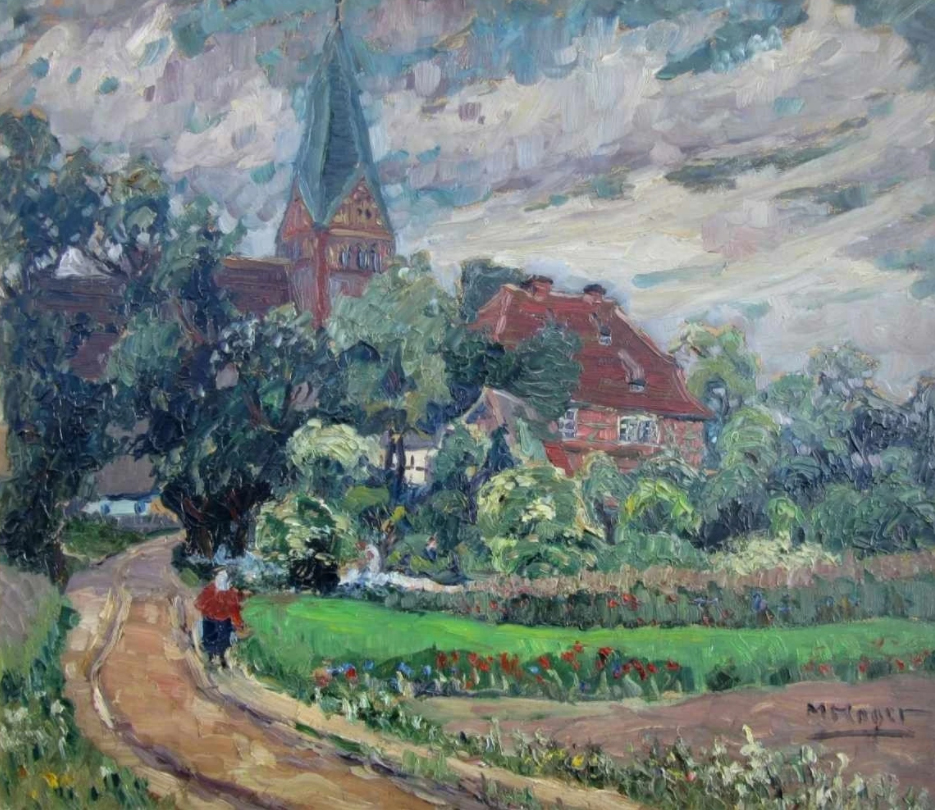
Marie Hager - Kirche und Pfarrhaus in Zarnekow
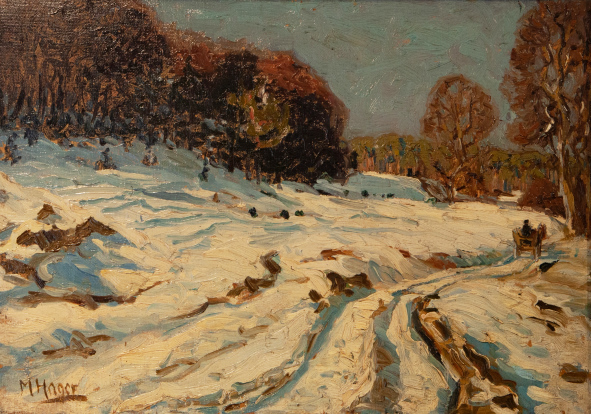
Winterlandschaft - by Marie Hager
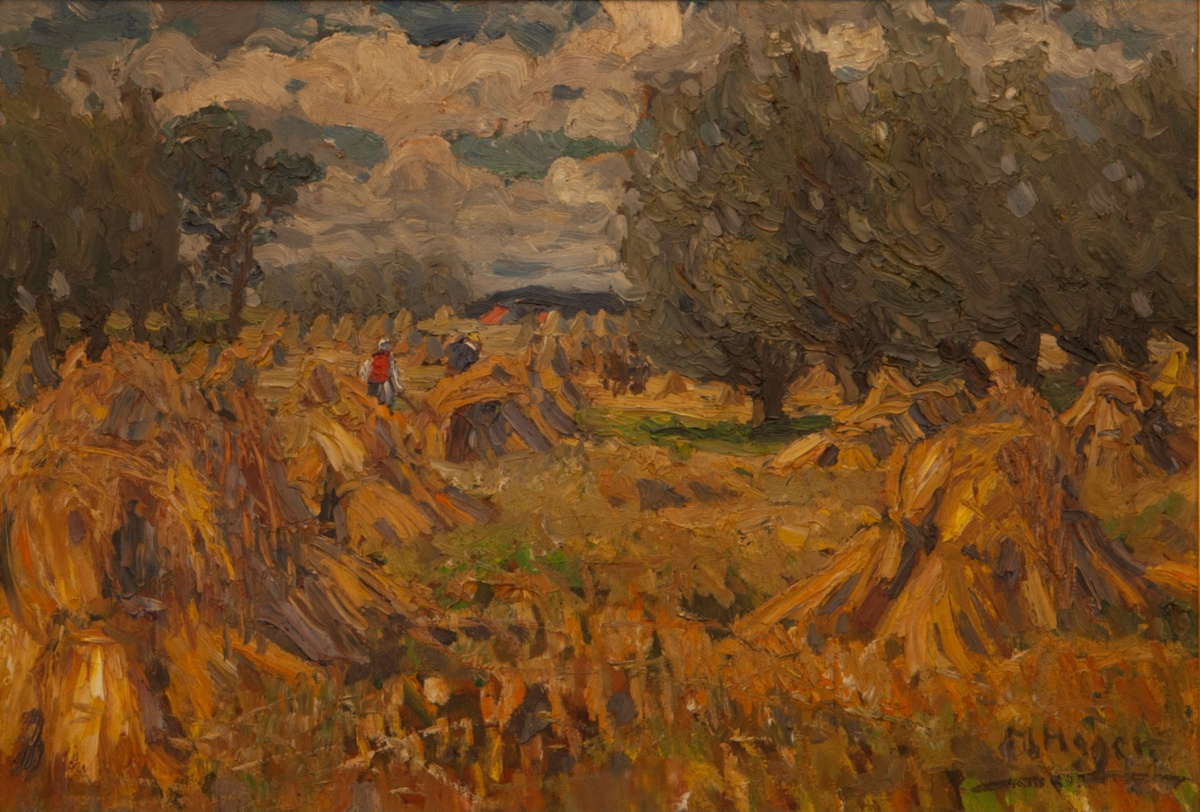
Getreideernte - by Marie Hager
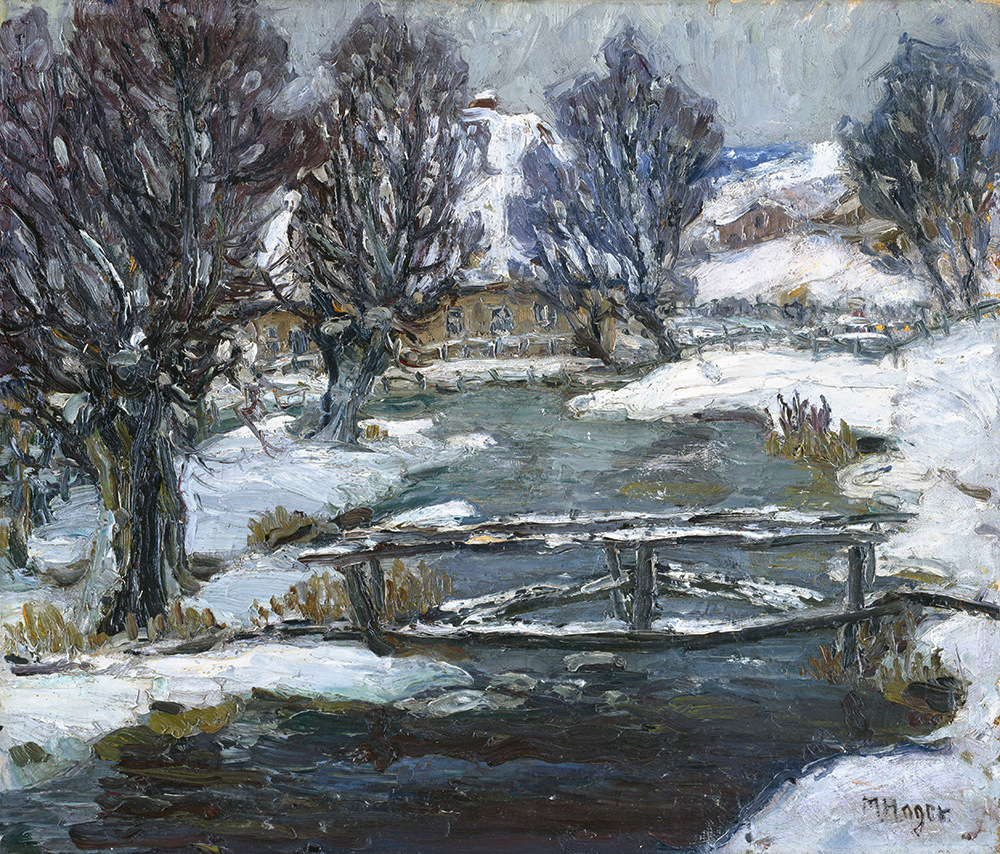
Winter - by Marie Hager - um 1920
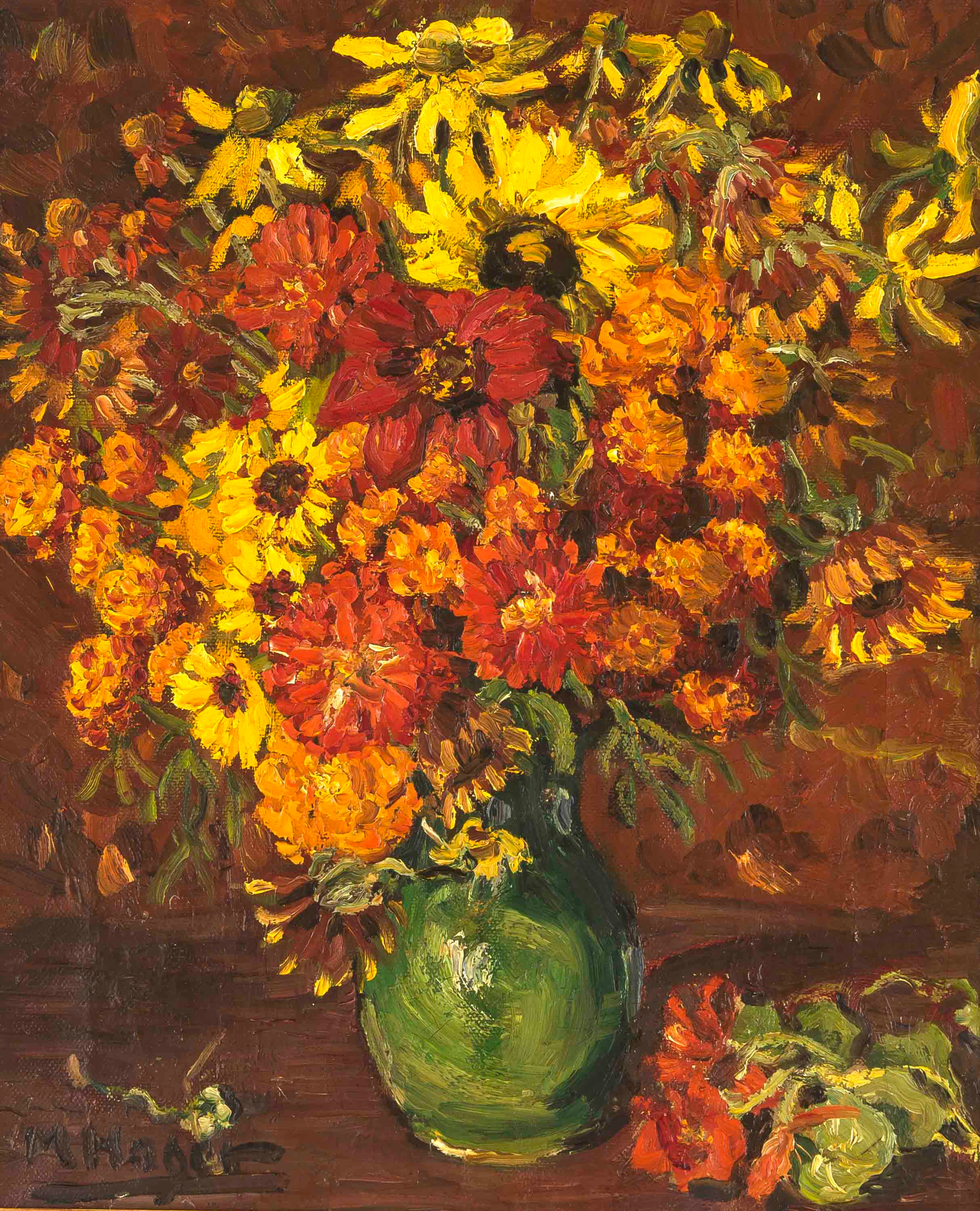
Bunter Sommerblumenstrauß - by Marie Hager
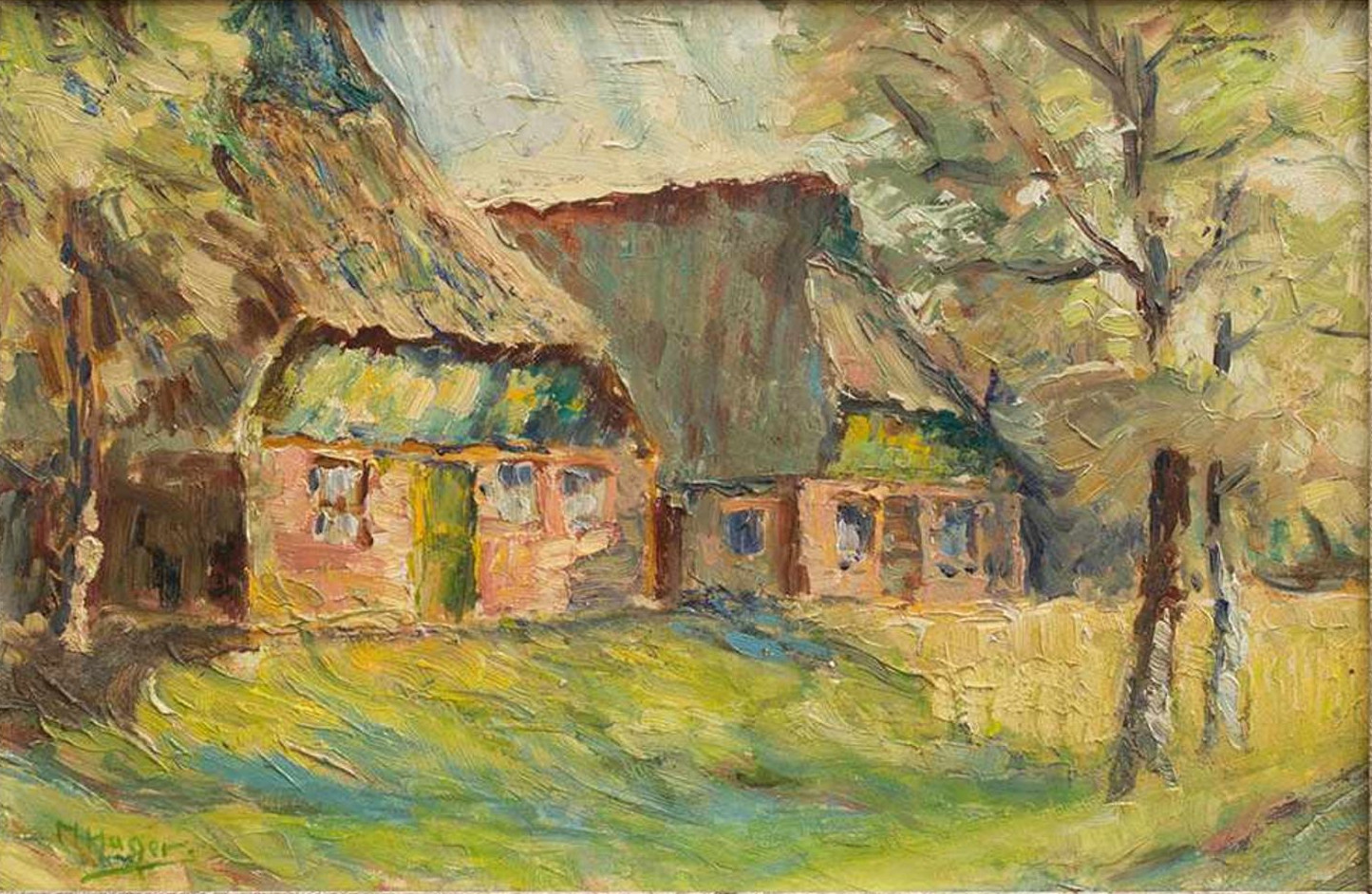
Sommerstimmung - by Marie Hager
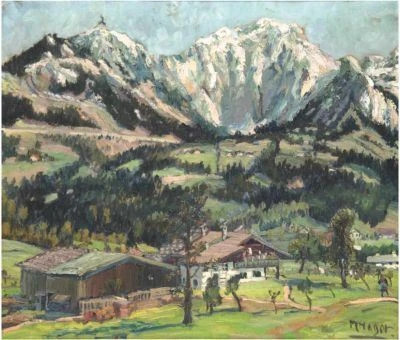
Bechtesgadener Land - by Marie Hager
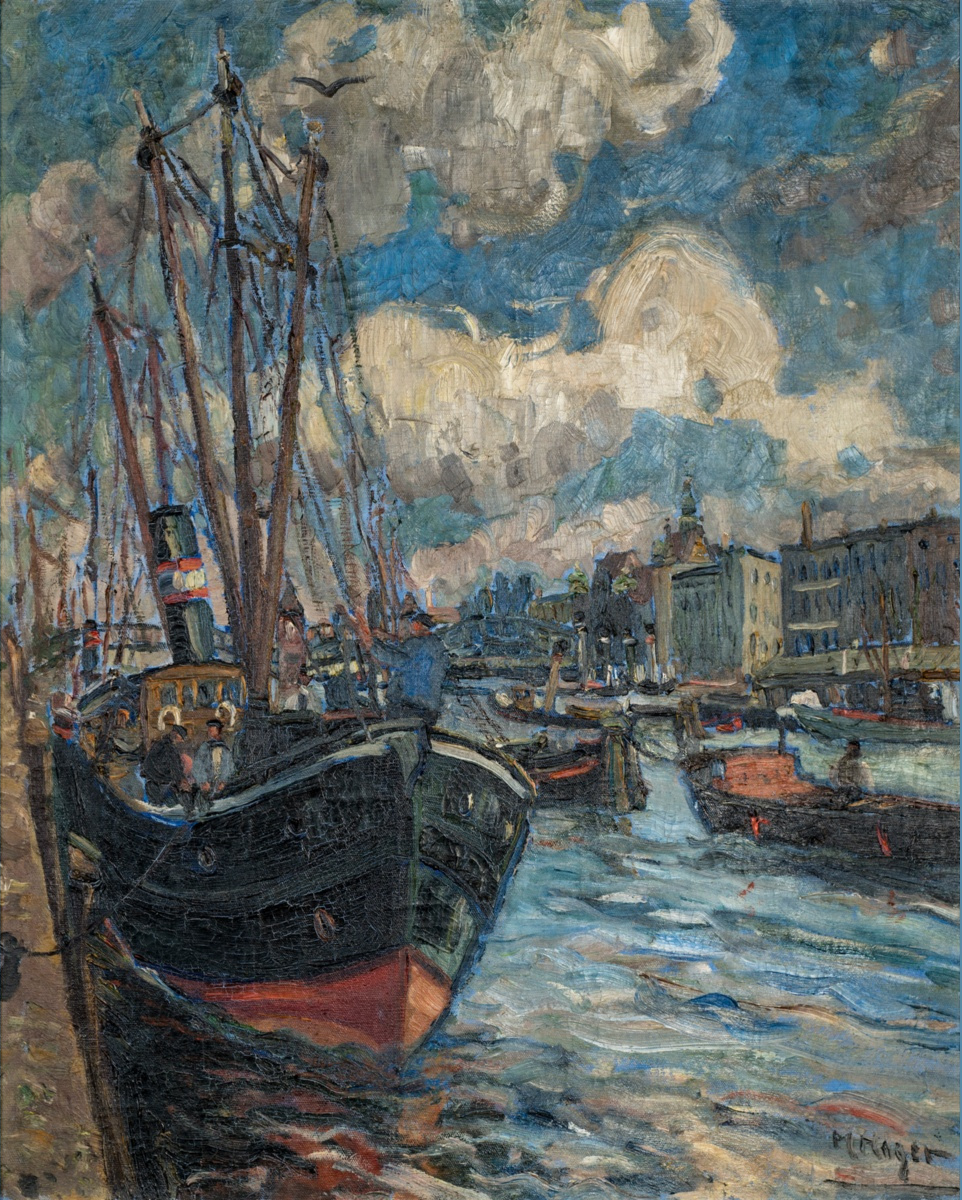
Schiffe am Pier - by Marie Hager
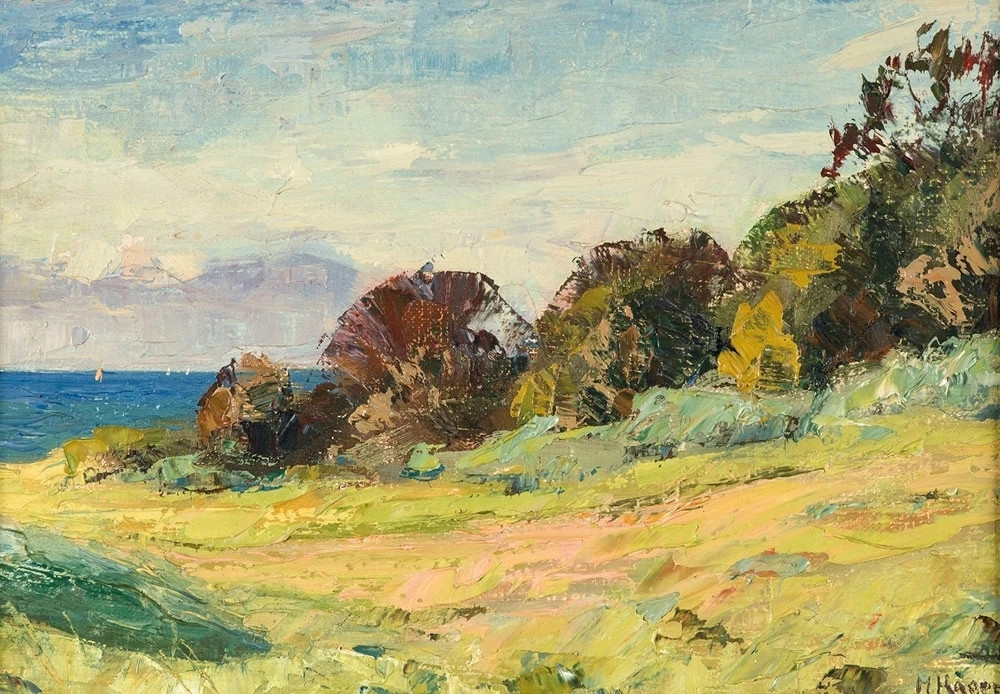
Schwedenschanze Ahrenshoop - by Marie Hager - 1920
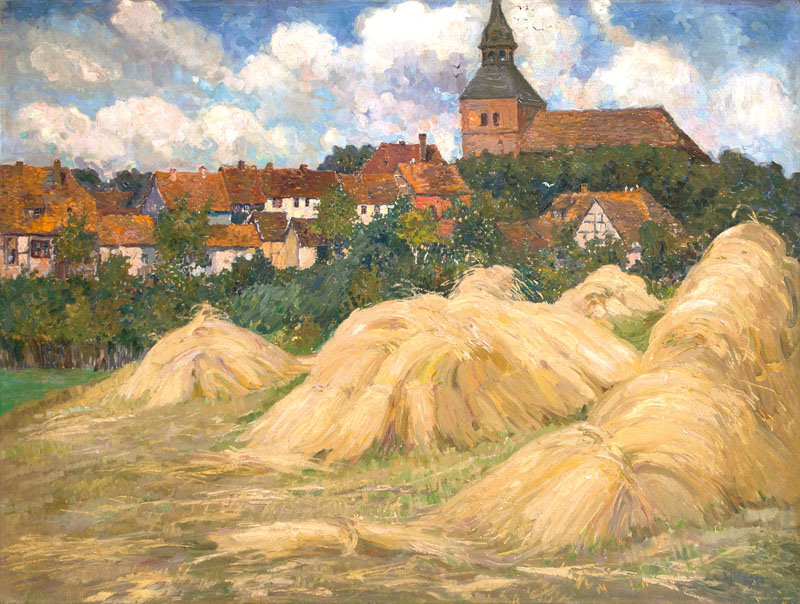
Dorf in Mecklenburg - by Marie Hager
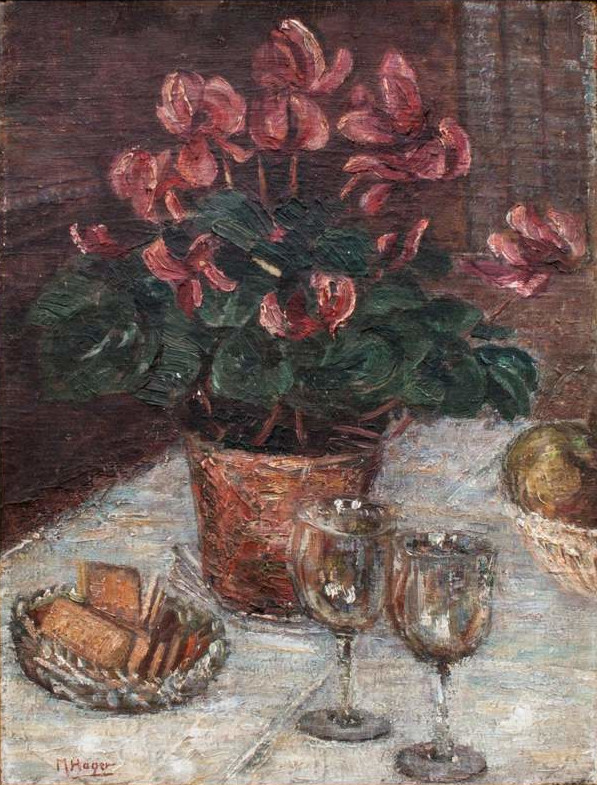
Stilleben mit Alpenveilchen - by Marie Hager
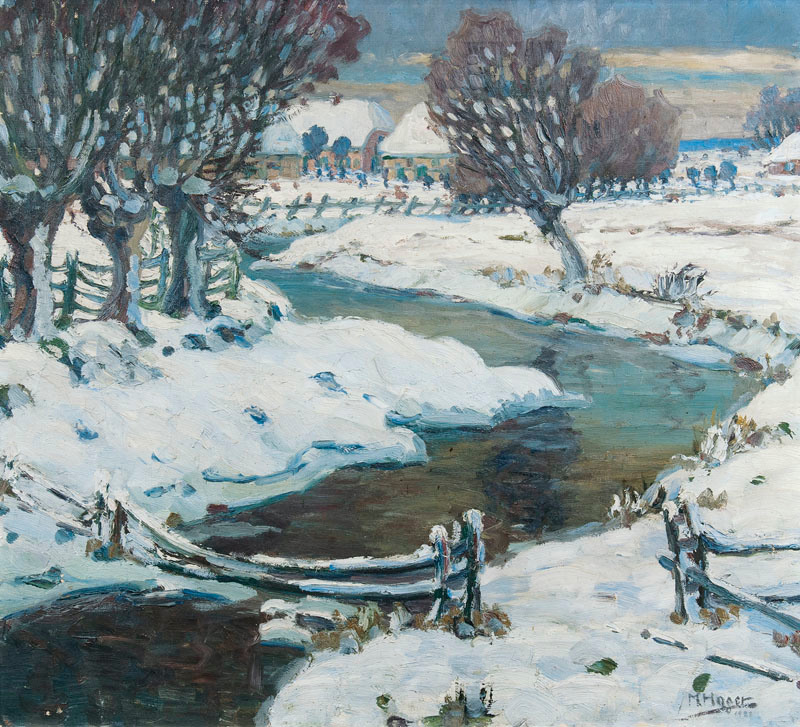
Mühlenbach bei Altbauhof - by Marie Hager
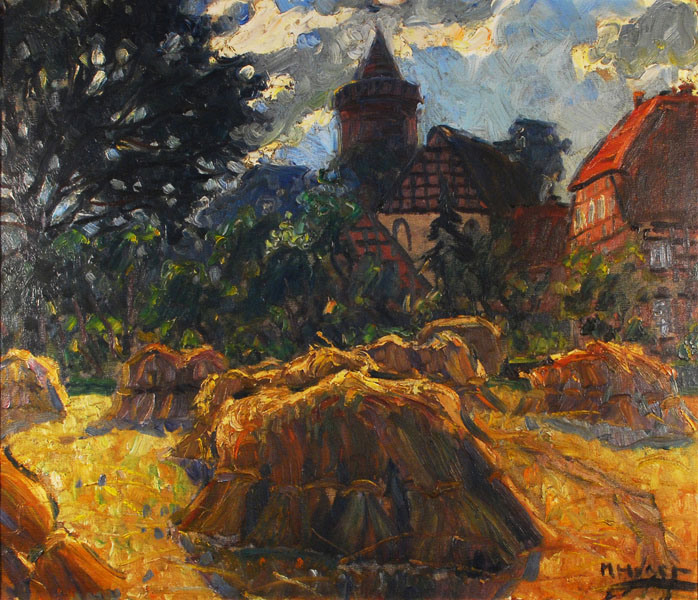
Sommerlandschaft bei Burg Stargard - by Marie Hager
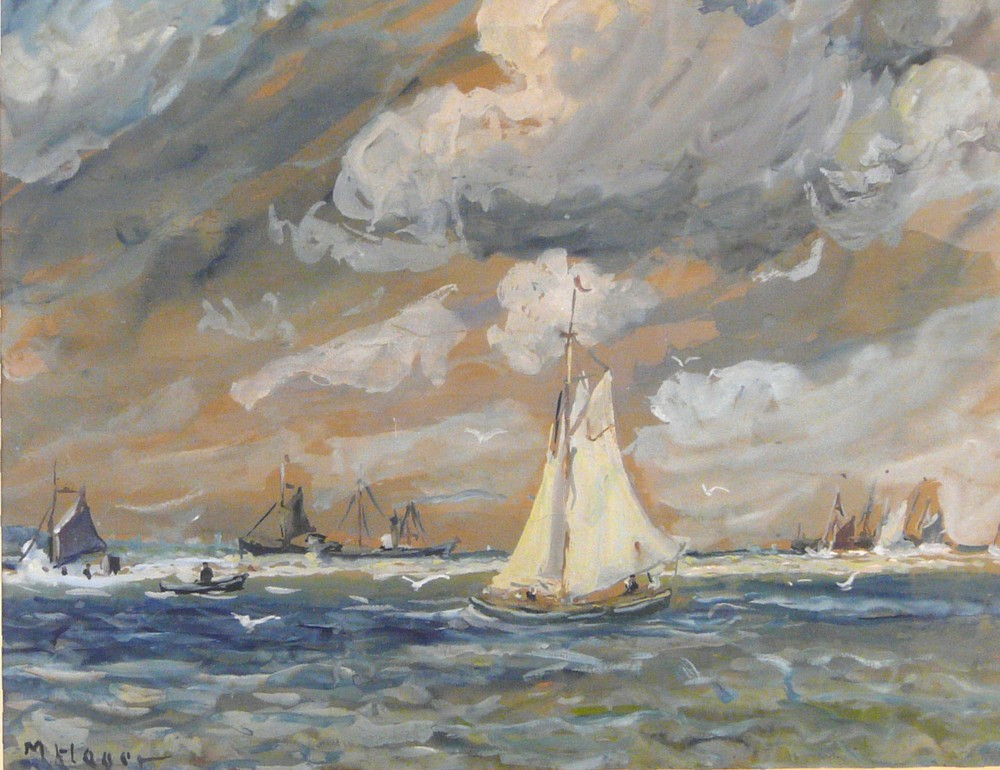
Segelboote in der Kieler Förde - by Marie Hager
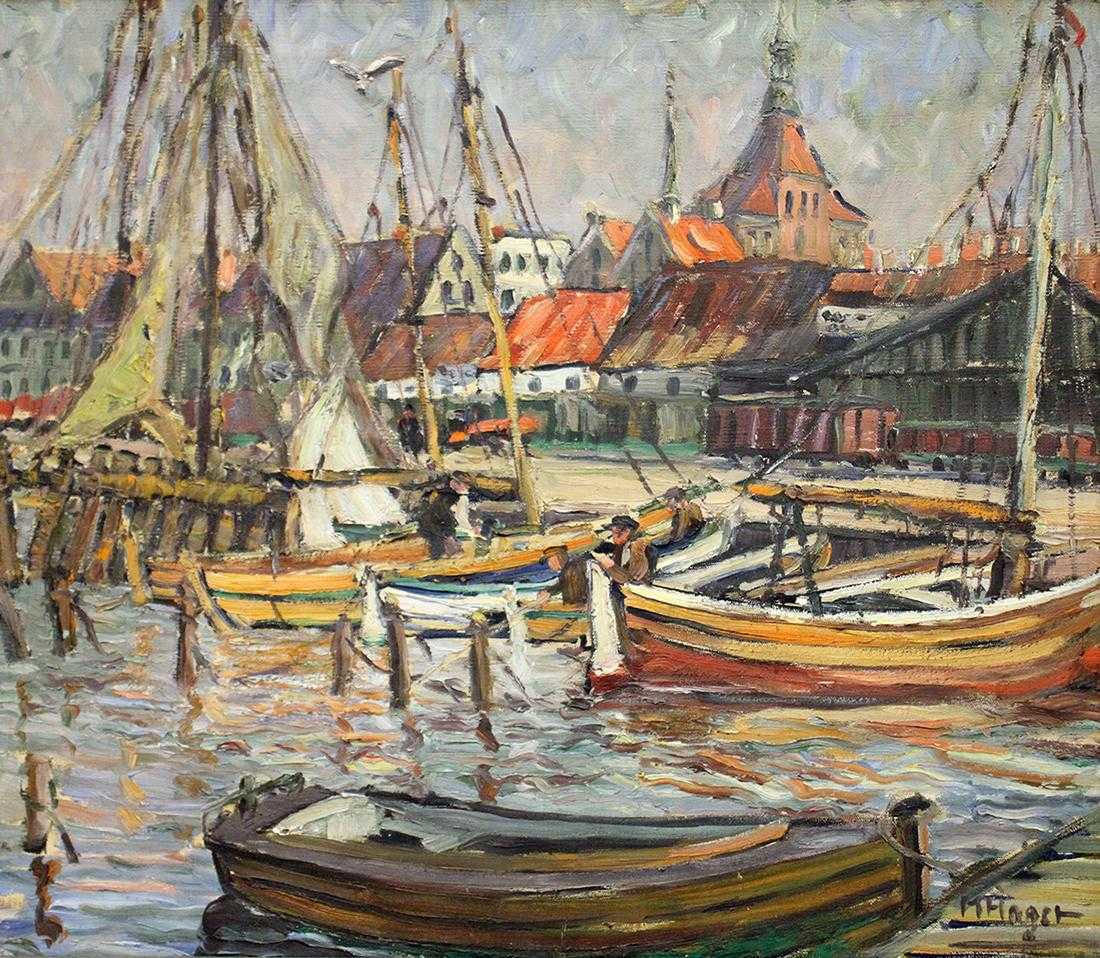
Im Hafen von Rostock - by Marie Hager
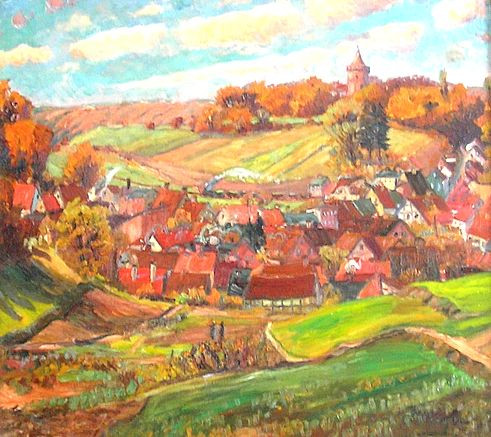
Blick auf Burg Stargard mit Burg - by Marie Hager
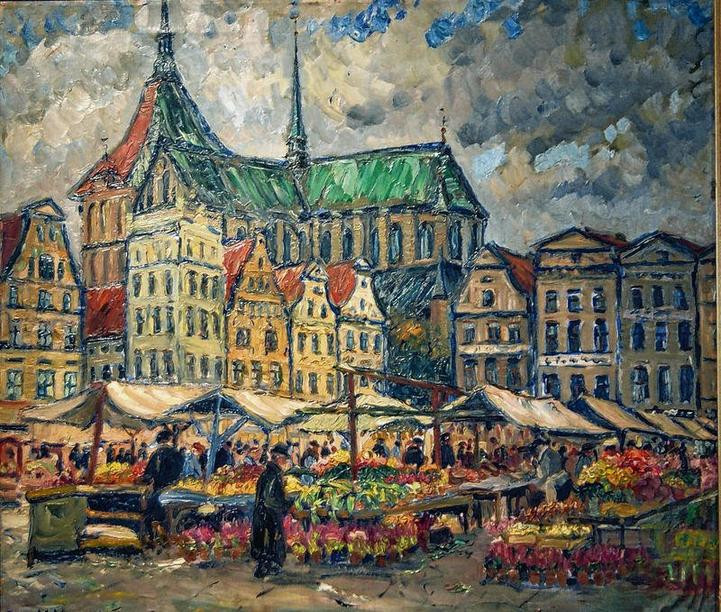
Neuer Markt Rostock mit Blumenständen - by Marie Hager
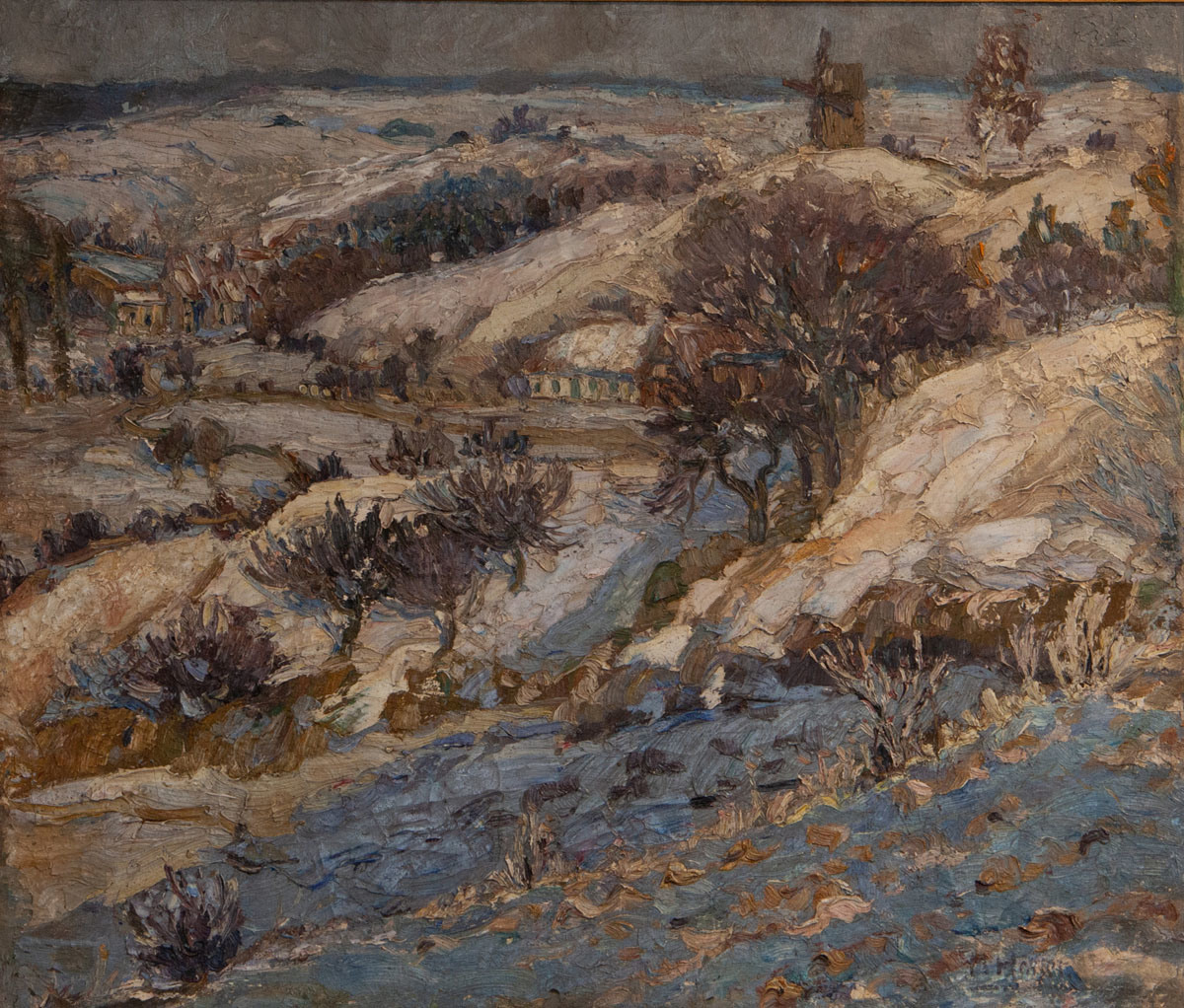
Blick auf den Windmüllerberg in Burg Stargard - by Marie Hager
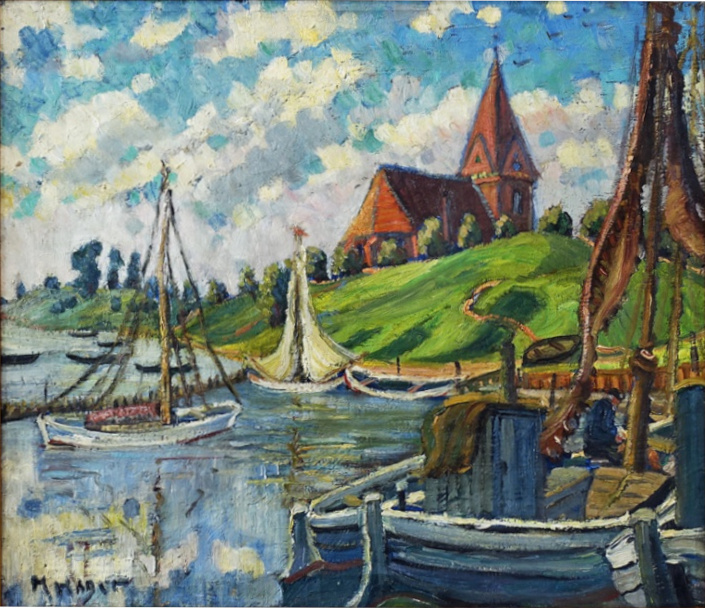
Hafen in Kirchdorf auf der Insel Poel - by Marie Hager.
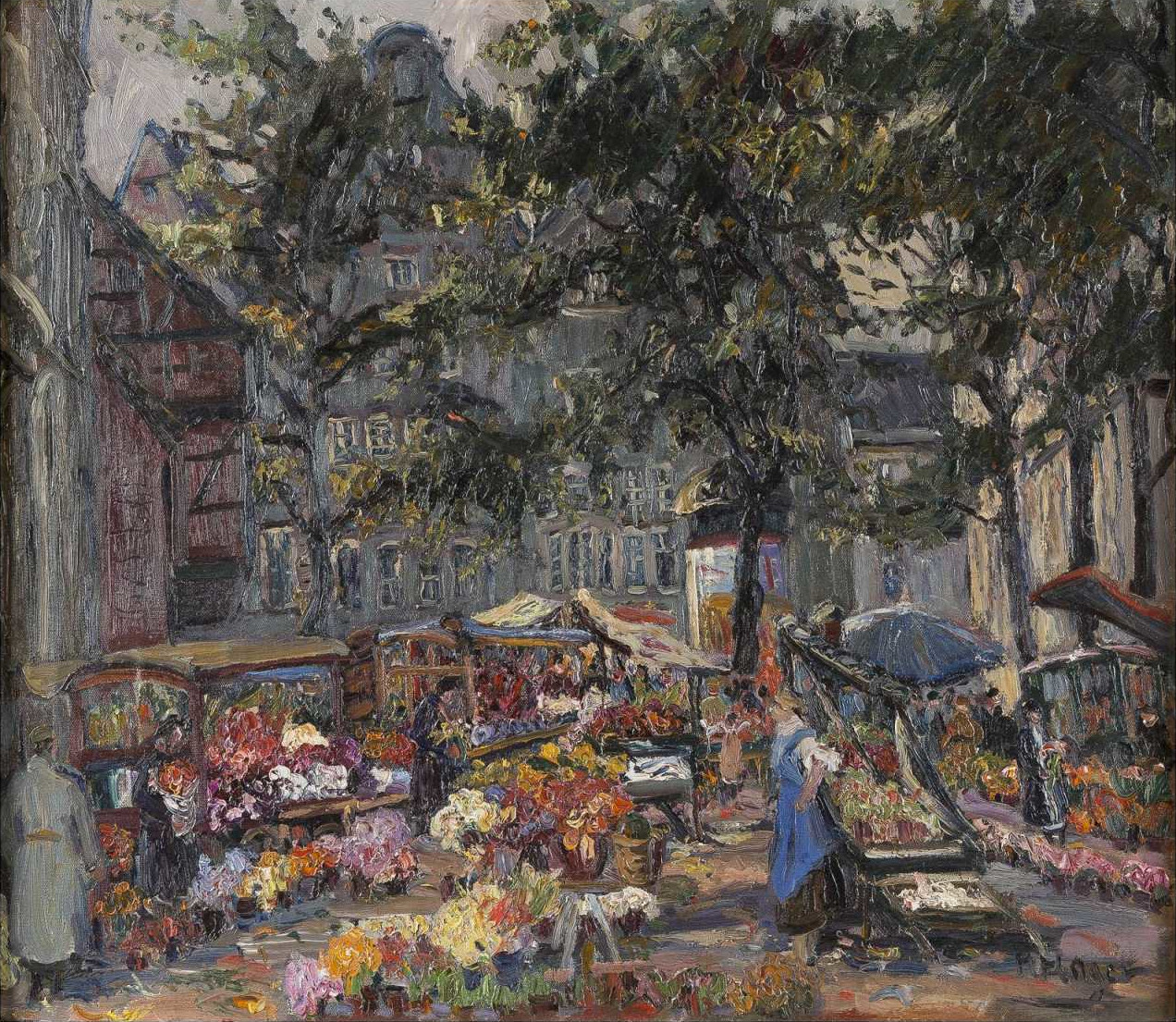
Markttreiben in einer mecklenburgischen Kleinstadt